# ADAC Motorsportler des Jahres
Die Auszeichnung ADAC Motorsportler des Jahres ist eine Auszeichnung des ADAC, die jährlich an einen Motorsportler verliehen wird.

## Geschichte
Die Auszeichnung ADAC Motorsportler des Jahres wird jährlich seit 1980 vergeben. Dabei wählt eine Fachjury aus Medien- und ADAC-Vertretern aus einer Liste von Vorschlägen den Sieger aus. Der Sieger erhält den Preis im Rahmen der ADAC-Sportgala, die jährlich im Dezember in der Zentrale des ADAC e. V. in München stattfindet. Neben der Auszeichnung ADAC Motorsportler des Jahres wird seit 1990 auch die Auszeichnung  ADAC Junior-Motorsportler und in seltenen Fällen der ADAC Ehren-Christophorus verliehen.
Preisträger sind deutsche Motorsportler oder ausländische Motorsportler, die in Deutschland aktiv sind. Erste ausgezeichnete Frau wurde 1986 Michèle Mouton. Neben Mouton wurden mit Claudia Knape 1990, Isolde Holderied 1995 und Jutta Kleinschmidt 2001 bisher vier weibliche Rennfahrer mit diesem Preis ausgezeichnet. Mouton war zudem die erste nicht deutsche Motorsportlerin, die den Preis gewinnen konnte. Weitere Preisträger aus dem Ausland sind Johnny Cecotto und Sébastien Loeb. Michael Schumacher, Bernd Schneider und Martin Tomczyk konnten den Preis des Motorsportler des Jahres bisher zweimal gewinnen. Sebastian Vettel, Ken Roczen, Nico Hülkenberg und Nico Rosberg erhielten bisher sowohl die Junioren- als auch die Motorsportler-Auszeichnung. Acht Mal erhielt ein Rennfahrer aus der DTM bzw. der Vorgängerserie Deutsche Tourenwagen-Meisterschaft die Auszeichnung. In der Formel 1 tätige Rennfahrer konnten sechs Mal den Preis erhalten. Neben den Hauptrennserien erhielten aber auch Motorsportler aus Randgruppen wie dem Bahnsport oder dem Motorbootsport diese Auszeichnung.

## Übersicht ADAC Motorsportler des Jahres
| Jahr | Name                                                                    | aktive Rennserie (Zum Zeitpunkt der Auszeichnung) | Erfolge in diesem Jahr                                                          | ADAC Junior-Motorsportler des Jahres | Quelle |
| ---- | ----------------------------------------------------------------------- | ------------------------------------------------- | ------------------------------------------------------------------------------- | ------------------------------------ | ------ |
| 1980 | Walter Röhrl & Christian Geistdörfer                                    | Rallye-Weltmeisterschaft                          | Gewinner der Rallye-Weltmeisterschaft 1980                                      | keine Auszeichnung                   | [ 3 ]  |
| 1981 | Toni Mang                                                               | Motorrad-Weltmeisterschaft                        | Weltmeister der 350-cm³- und 250-cm³-Klasse der Motorrad-Weltmeisterschaft 1981 | keine Auszeichnung                   | [ 3 ]  |
| 1982 | Eddy Hau                                                                | Enduro                                            | Gewinner der Enduro-Europameisterschaft 1982                                    | keine Auszeichnung                   | [ 3 ]  |
| 1983 | Ekkehard Knape                                                          | Motorbootsport                                    |                                                                                 | keine Auszeichnung                   | [ 3 ]  |
| 1984 | Stefan Bellof                                                           | Sportwagen-Weltmeisterschaft                      | Gewinner der Sportwagen-Weltmeisterschaft 1984                                  | keine Auszeichnung                   | [ 3 ]  |
| 1985 | Hans-Joachim Stuck                                                      | IMSA-GTP-Serie                                    | Gewinner des 24-Stunden-Rennen von Le Mans 1985                                 | keine Auszeichnung                   | [ 3 ]  |
| 1986 | Michèle Mouton                                                          | Rallye-Weltmeisterschaft                          | Gewinnerin der Deutschen Rallye-Meisterschaft 1986                              | keine Auszeichnung                   | [ 3 ]  |
| 1987 | Karl Maier                                                              | Bahnsport                                         | Gewinner der Langbahn-Weltmeisterschaft 1987                                    | keine Auszeichnung                   | [ 3 ]  |
| 1988 | Klaus Ludwig                                                            | Deutsche Tourenwagen-Meisterschaft                | Gewinner der Deutschen Tourenwagen-Meisterschaft 1988                           | keine Auszeichnung                   | [ 3 ]  |
| 1989 | Reinhold Roth                                                           | Motorrad-Weltmeisterschaft                        | Vizeweltmeister der 250-cm³-Klasse der Motorrad-Weltmeisterschaft 1989          | keine Auszeichnung                   | [ 3 ]  |
| 1990 | Claudia Knape                                                           | Motorbootsport                                    |                                                                                 | unbekannt                            | [ 3 ]  |
| 1991 | Helmut Bradl                                                            | Motorrad-Weltmeisterschaft                        | Vizeweltmeister der 250-cm³-Klasse der Motorrad-Weltmeisterschaft 1991          | unbekannt                            | [ 3 ]  |
| 1992 | Michael Schumacher                                                      | Formel 1                                          | Dritter der Formel-1-Weltmeisterschaft 1992                                     | unbekannt                            | [ 3 ]  |
| 1993 | Dirk Raudies                                                            | Motorrad-Weltmeisterschaft                        | Weltmeister der 125-cm³-Klasse der Motorrad-Weltmeisterschaft 1993              | unbekannt                            | [ 3 ]  |
| 1994 | Johnny Cecotto                                                          | ADAC GT Cup                                       | Sieger des ADAC GT Cup 1994                                                     | unbekannt                            | [ 3 ]  |
| 1995 | Isolde Holderied                                                        | Rallye-Weltmeisterschaft                          | Damenweltmeisterin Rallye-Weltmeisterschaft 1995                                | unbekannt                            | [ 3 ]  |
| 1996 | Ralf Waldmann                                                           | Motorrad-Weltmeisterschaft                        | Vizeweltmeister der 250-cm³-Klasse der Motorrad-Weltmeisterschaft 1996          | Matthias Wolf                        | [ 3 ]  |
| 1997 | Joachim Winkelhock                                                      | Super-Tourenwagen-Cup                             | Vizemeister beim Super-Tourenwagen-Cup 1997                                     | Steve Jenkner                        | [ 3 ]  |
| 1998 | Bernd Schneider                                                         | FIA-GT-Meisterschaft                              | Vizeweltmeister bei der FIA-GT-Meisterschaft 1998                               | Alex Hofmann                         | [ 3 ]  |
| 1999 | Christian Abt                                                           | Super-Tourenwagen-Cup                             | Gewinner des Super-Tourenwagen-Cup 1999                                         | Nick Heidfeld                        | [ 3 ]  |
| 2000 | Michael Schumacher                                                      | Formel 1                                          | Formel-1-Weltmeister 2000                                                       | Klaus Nöhles                         | [ 3 ]  |
| 2001 | Jutta Kleinschmidt                                                      | Rallye Dakar                                      | Siegerin Rallye Dakar 2001                                                      | Maximilian Nagl                      | [ 3 ]  |
| 2002 | Frank Biela                                                             | American Le Mans Series                           | Gewinner der 24-Stunden-Rennen von Le Mans 2002                                 | Georg Fröhlich                       | [ 3 ]  |
| 2003 | Heinz-Harald Frentzen                                                   | Formel 1                                          |                                                                                 | Maximilian Götz                      | [ 3 ]  |
| 2004 | Sébastien Loeb                                                          | Rallye-Weltmeisterschaft                          | Gewinner der Rallye-Weltmeisterschaft 2004                                      | Sebastian Vettel                     | [ 3 ]  |
| 2005 | Robert Barth                                                            | Bahnsport                                         | Gewinner der Langbahn-Weltmeisterschaft 2005                                    | Nico Rosberg                         | [ 3 ]  |
| 2006 | Bernd Schneider                                                         | DTM                                               | Gewinner der DTM-Saison 2006                                                    | Ken Roczen                           | [ 3 ]  |
| 2007 | Martin Tomczyk                                                          | DTM                                               | Dritter der DTM-Saison 2007                                                     | Luca Grünwald                        | [ 3 ]  |
| 2008 | Timo Scheider                                                           | DTM                                               | Gewinner der DTM-Saison 2008                                                    | Nico Hülkenberg                      | [ 4 ]  |
| 2009 | Sebastian Vettel                                                        | Formel 1                                          | Vizeweltmeister bei der Formel-1-Weltmeisterschaft 2009                         | Jonas Folger                         | [ 5 ]  |
| 2010 | Timo Bernhard                                                           | VLN                                               | Gewinner der 24-Stunden-Rennen von Le Mans 2010                                 | Henry Jacobi                         | [ 6 ]  |
| 2011 | Martin Tomczyk                                                          | DTM                                               | Gewinner der DTM-Saison 2011                                                    | Luca Amato                           | [ 7 ]  |
| 2012 | deutsches Motocross-Team (Ken Roczen, Markus Schiffer, Maximilian Nagl) | Motocross                                         | Teamweltmeister 2012                                                            | Marvin Kirchhöfer                    | [ 8 ]  |
| 2013 | Mike Rockenfeller                                                       | DTM                                               | Gewinner der DTM-Saison 2013                                                    | Maximilian Buhk                      | [ 2 ]  |
| 2014 | Marco Wittmann                                                          | DTM                                               | Gewinner der DTM-Saison 2014                                                    | Brian Hsu                            | [ 9 ]  |
| 2015 | Nico Hülkenberg                                                         | Formel 1, FIA-Langstrecken-Weltmeisterschaft      | Gewinner der 24-Stunden-Rennen von Le Mans 2015                                 | Dirk Geiger                          | [ 10 ] |
| 2016 | Nico Rosberg                                                            | Formel 1                                          | Formel-1-Weltmeister 2016                                                       | Maximilian Günther                   | [ 11 ] |
| 2017 | René Rast                                                               | DTM                                               | Gewinner der DTM-Saison 2017                                                    | Marvin Dienst                        | [ 12 ] |
| 2018 | Marijan Griebel & Alexander Rath                                        | DRM                                               | Gewinner der Deutschen Rallye-Meisterschaft 2018                                | Mick Schumacher                      | [ 13 ] |
| 2019 | Dennis Ullrich                                                          | ADAC MX Master                                    | Gewinner der ADAC MX Master 2019                                                | Max Hesse                            | [ 14 ] |

## Sonderpreise

### Ehren-Christophorus
- 2005: Peter Sauber[3]
- 2013: Norbert Haug[2]
- 2016: Walter Röhrl
- 2018: Charly Lamm[15]

### Sonderpreis für hervorragende Leistungen
- 2000: Jörg Teuchert[3]

### Sonderpreis Rallye Dakar
- 2004: Andrea Mayer[3]